# Піньчовський повіт
Піньчовський повіт (пол. [powiat pińczowski) — один з 13 земських повітів Свентокшиського воєводства Польщі.
Утворений 1 січня 1999 року в результаті адміністративної реформи.

## Загальні дані
Повіт знаходиться у південній частині воєводства.
Адміністративний центр — місто Пінчів.
Станом на 1.01.2008 населення становить 41 811 осіб, площа 612,85 км².

## Демографія
Демографічні дані повіту станом на 30.06.2006:
|       | Всього | Всього | Жінки  | Жінки | Чоловіки | Чоловіки |
| ----- | ------ | ------ | ------ | ----- | -------- | -------- |
|       | осіб   | %      | осіб   | %     | осіб     | %        |
| Повіт | 42 127 | 100    | 21 331 | 50,6  | 20 796   | 49,4     |
| Міста | 12 954 | 100    | 6 659  | 51,4  | 6 295    | 48,6     |
| Села  | 29 173 | 100    | 14 672 | 50,3  | 14 501   | 49,7     |